# Dierogekko koniambo
Dierogekko koniambo — вид геконоподібних ящірок родини диплодактилідів (Diplodactylidae). Ендемік Нової Каледонії.

## Поширення і екологія
Dierogekko koniambo мешкають в гірському масиві Коніамбо в центральній частині Нової Каледонії. Вони живуть в густих гірських тропічних лісах і чагарникових заростях, що ростуть серед скель, на висоті від 600 до 1000 м над рівнем моря. Ведуть нічний, деревний спосіб життя: вдень ховаються під камінням, а вночі залазять на рослинність.

## Збереження
МСОП класифікує цей вид як такий, що перебуває на межі зникнення. Dierogekko koniambo загрожує знищення природного середовища та хижацтво з боку інвазивних щурів, кішок і мурах Wasmannia auropunctata.